# Egersunds kommun
Egersunds kommun (norska: Egersund kommune) var en kommun (stadskommun, norska: bykommune) i Rogaland fylke i sydvästra Norge. Kommunen omfattade staden Egersund som samtidigt utgjorde kommunens centralort.

## Administrativ historik
Egersunds kommun upprättades den 1 januari 1838 (som Egersund formannskapsdistrikt) när Formannskapslovene från 1837 trädde i kraft. 
1947 överfördes ett bebott område (med 515 invånare) från omkringliggande Eigersunds kommun till Egersund.
Den 1 januari 1965 gick kommunen upp i Eigersunds kommun. Kommunens hade då 3 787 invånare.